# Ahmet Ertuğ

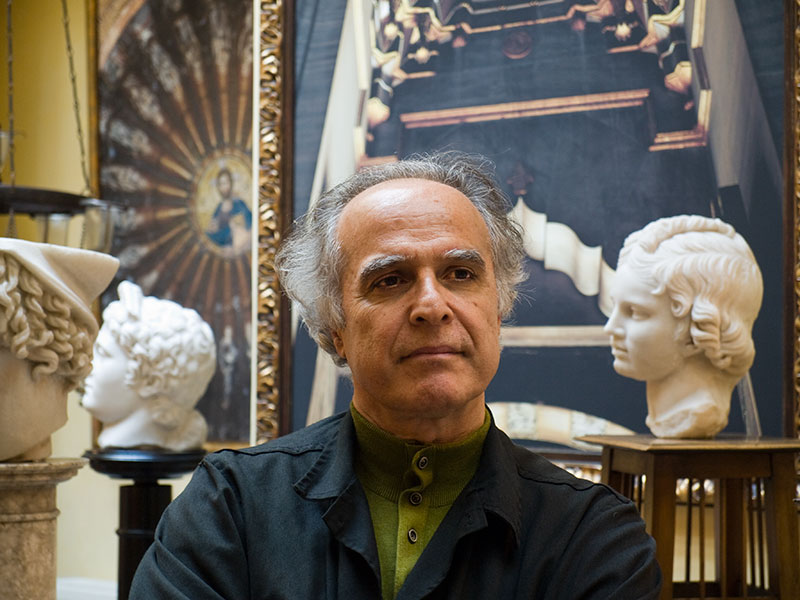
Ahmet Ertuğ (2009)

Ahmet Ertuğ (* 1949 in Istanbul) ist ein türkischer Architekturfotograf und Verleger.

## Leben und Werk
Ahmet Ertuğs wurde an der Londoner Architectural Association School of Architecture zum Architekten ausgebildet. Seine Arbeitsschwerpunkte sind die Architekturfotografie und Museumsfotografie. Sein Werk stellt eine wesentliche fotografische Dokumentation der Bauwerke und Kunstschätze des Altertums, Mittelalters, der osmanischen Zeit und der Moderne in der heutigen Türkei und in Europa dar.
Ausgangspunkt von Ertuğs Serie von bislang 25 kulturhistorischen Publikationen im Verlag Ertuğ & Kocabıyık ist der Band über die Hagia Sophia – Eine Vision für Weltreiche (englisch A Vision for Empires). Im nachfolgenden Band, Sinan, ein Genie der Architektur (Sinan, An Architectural Genius), wirft Ertuğ seinen genauen Blick auf Mimar Sinan (1490–1588), den Erbauer der eleganten Selimiye-Moschee in Edirne und der Moscheen, die die Skyline Istanbuls bestimmen. Diese Bauten waren Ausdruck der zu Sinans Zeit großen Macht der Osmanen. Auch deren Prachtentfaltung ist Gegenstand mehrerer Bildbände, unter anderen: Silks for the Sultans oder Reflections of Paradise.
Hier wird Ahmet Ertuğs Erfahrung als Architekt für seine Fotografie wichtig. Er identifiziert sich stark mit dem Hauptbaumeister der Sultane und beleuchtet Sinans Bausprache fachkundig. Von diesem Höhepunkt architektonischen Ausdrucks geht der Bildband Ephesus in die Zeit des Altertums zurück zu den Ruinen von Ephesos in der Westtürkei. Der darauf folgende Bildband Spirituelle Reise (Spiritual Journey) nimmt sich in Buchform der Sammlung fernöstlicher Kunst des Pariser Museum Guimet an. Dieser Band über asiatische Kunst setzt einen sinnvollen Kontrapunkt zur Liste der von Ahmet Ertuğ fotografisch dokumentierten kulturellen Leistungen Europas.
2009 hat Ahmet Ertuğ seinem Portfolio Fotografien historischer europäischer Bibliotheken durch das Buch Tempel des Wissens: Bibliotheken der westlichen Welt (Temples of Knowledge: Libraries of the Western World) hinzugefügt und damit die Liste seiner Publikationen erweitert. Sein letztes fotografisches Projekt dokumentiert die Architektur großer Opernhäuser und wurde im Dezember 2010 unter dem Titel Paläste der Musik: Die Opernhäuser Europas (Palaces of Music: Opera Houses of Europe) herausgebracht. Texte haben Michael Forsyth und Rolf Sachsse beigetragen. 

Im Jahr 2012 folgte der Band Gods of Nemrud: The Royal Sanctuary of Antiochos & the Kingdom of Commagene, der sich fotografisch mit dem archäologischen Material aus Kommagene des ersten Jahrhunderts vor Christus befasst, das mit dem lokalen Königtum des Antiochos I in Verbindung gebracht wird. Den Text schrieb R. R. R. Smith. 

Alle Bildbände wurden mindestens im Folio-Format veröffentlicht.

## Zitate
„Ich versetze mich immer in die Situation des Architekten, ich weiß sogar instinktiv, wo ich meine Kamera aufstellen soll - es ist der Ort, wo der Architekt stand, als er seine Arbeit beurteilte.“ (Ahmet Ertuğ, 2009).
„Durch Jahre des Studiums und der künstlerischen Praxis habe ich gelernt, dass die Grundlage der Kreativität das umfassende Wissen über die eigene Herkunft ist.“ (Ahmet Ertuğ, 2009)

## Bücher mit Fotos von Ahmet Ertuğ
- Silks for the Sultans: Ottoman Imperial Garments from Topkapi Palace (1996)
- Hagia Sophia: A Vision for Empires.  Text von Cyril Mango (1997)
- Gardens of Paradise:16th Century Turkish Ceramic Tile Decoration. Text von Walter Denny (1997)
- Sinan: an Architectural Genius. Text von Doğan Kuban (1999)
- Anatolian Carpets: Masterpieces from the Turkish and Islamic Arts Museum, Istanbul. Text von Walter Denny und  Nacan Olcer (1999)
- Chora: The Scrolls of Heaven. Text von Cyril Mango (2000)
- Sculptured for Eternity: Treasures of Hellenistic, Roman and Byzantine Art from the Istanbul Archaeological Museum. Text von R. R. R. Smith (2001)
- Spirituel Journey: Sacred Art from Musée Guimet. Mit Texten der Kuratoren des Museums (2004)
- Sacred Art of Cappadocia: Byzantine murals from the 6th to 13th Centuries; Text von Catherine-Jolivet Levy (2006)
- Ephesos: Architecture, Monuments and Sculpture. Text written by members of the Archaeological Institute of Austria (2007)
- Aphrodisias: Roman Asian Architecture, Monuments and Sculpture. Text von R. R. R. Smith (2008)
- Temples of Knowledge. Historical Libraries of the Western World. Text von Friedrich Krinzinger und Thierry Grillet. Istanbul 2009.
- Gods of Nemrud: The Royal Sanctuary of Antiochos & the Kingdom of Commagene. Text von R. R. R. Smith (2012)
- Ancient Theaters of Anatolia. Text von R. R. R. Smith. Istanbul 2014.